# Paul Urlovic
Paul Urlovic, né le 21 novembre 1978 à Auckland, est un footballeur international néo-zélandais évoluant au poste d'Attaquant.

## Carrière

### En club
- 1996-1999 :  Central United
- 1999-2000 :  Melbourne Knights
- 2000-2003 :  Football Kingz
- 2003 :  Blacktown City
- 2004-2009 :  Auckland City
- Depuis 2010 :  Three Kings United

### En équipe nationale
- 27 sélections (5 buts) avec l'équipe de Nouvelle-Zélande de football.
- Il a disputé la Coupe des confédérations 1999 avec l'équipe de Nouvelle-Zélande de football.